# Stanisław Melski
Stanisław Melski (ur. 1 stycznia 1955 we Wrocławiu) – polski aktor teatralny, filmowy i telewizyjny.

## Życiorys
W 1980 ukończył Studium Aktorskie przy Teatrze Polskim we Wrocławiu. 22 listopada tego roku zadebiutował na scenie wrocławskiego Teatru Polskiego w podwójnej roli – Wołodii i Bronka w Ściętych drzewach Jarosława Iwaszkiewicza w reż. Grzegorza Mrówczyńskiego.
Występował także na deskach Teatru Polskiego w Bydgoszczy (1980–1981), Teatru Dramatycznego im. Jerzego Szaniawskiego w Wałbrzychu (1994–1995) oraz w Ośrodku Działań Artystycznych Firlej we Wrocławiu (2006) i Wrocławskim Teatrze Komedia (2008). Od 1981 jest aktorem Teatru Polskiego we Wrocławiu.
Występował również w Teatrze Telewizji, m.in. w spektaklach: Powieść teatralna Michaiła Bułhakowa w reż. Macieja Wojtyszki (1987), Sędzia i jego kat Friedricha Dürrenmatta w reż. Wojciecha Adamczyka (1989), Garderobiany Ronalda Harwooda w reż. Macieja Wojtyszki (1991), Herkules i stajnia Augiasza Friedricha Dürrenmatta w reż. Stanisława Lenartowicza (1991), Zbrodnia z premedytacją Witolda Gombrowicza w reż. Wojciecha Adamczyka (1992), Gyubal Wahazar Stanisława Ignacego Witkiewicza w reż. Jacka Bunscha (1993), Justyn! Justyn! Józefa Hena w reż. Stanisława Drozdowskiego (1993), Kasia z Heilbronnu albo próba ognia Heinricha von Kleista w reż. Jerzego Jarockiego (1995), Improwizacja paryska Jeana Giraudoux w reż. Andrzeja Wajdy (1996), Płatonow – Akt pominięty Antona Czechowa w reż. Jerzego Jarockiego (1998) oraz w Samoobronie Feliksa Falka w reż. Sylwestra Chęcińskiego (1999) i Historii PRL według Mrożka Sławomira Mrożka w reż. Jerzego Jarockiego (1999).

## Filmografia
- 1980: Ciosy
- 1984: Kim jest ten człowiek
- 1984: Trapez – mąż Celiny (odc. 1 i 3)
- 1984: Trzy stopy nad ziemią
- 1986: Na całość
- 1986: Na kłopoty… Bednarski – Knoll „Lewa Rączka”, wspólnik Gerharda (odc. 6)
- 1989: Konsul – tajniak zaczepiający Annę w hotelu „Monopol"
- 1989: Szklany dom – Władek, mieszkaniec kamienicy
- 1992: Pierścionek z orłem w koronie
- 1993: Obcy musi fruwać
- 1997: Królowa złodziei
- 1998–1999: Życie jak poker – Zbigniew Szymański, brat Jakuba
- 1999: Miodowe lata – sierżant Kęcik (odc. 27, 35 i 37)
- 2000: O czym szumią kierpce – Bolek Groszek (odc. 1)
- 2001: Jak narkotyk – kierownik Domu Kultury
- 2001: Świat według Kiepskich – mężczyzna, premier (odc. 88)
- 2004: Pensjonat pod Różą – Marian, brat Krzysztofa (odc. 22)
- 2004–2011: Pierwsza miłość – 2 role:
  - dyrektor Pogotowia Opiekuńczego, w którym przebywała Vanessa, siostra Sylwestra i Anny, podopiecznych Domu Dziecka w Wadlewie
  - lekarz w Szpitalnym Oddziale Ratunkowym, na który trafili Patryk Skalsky i jego syn Mirosław Stelmaszewski „związani” super-klejem
- 2005: Boża podszewka II – sanitariusz (odc. 16.)
- 2005: Fala zbrodni – Zagórski (odc. 38)
- 2007: Biuro kryminalne – Roman Mięciel (odc. 43)
- 2007: U Pana Boga w ogródku – pułkownik Skurski
- 2007: U Pana Boga w ogródku (serial) – pułkownik Skurski (odc. 3)
- 2008: Stary człowiek i pies
- 2010: Maraton tańca – prezes Józef Stokrotny
- 2010: Made in Poland – głos z radia
- 2011: Głęboka woda – nachalny klient (odc. 2)
- 2013: Prawo Agaty – kapitan Tarkowski (odc. 42)

## Odznaczenia i nagrody
- Złoty Krzyż Zasługi (2010)
- Brązowy Krzyż Zasługi (2000)
- Brązowy Medal „Zasłużony Kulturze Gloria Artis” (2011)[1]
- Srebrna Odznaka Honorowa Wrocławia (2023)[2]